# Асоціація сучасної музики
Асоціа́ція суча́сної му́зики (АСМ) — об'єднання професійних композиторів і музикантів-виконавців ліберально-просвітницького спрямування, що діяло в 1926—1929 роках як лабораторія при київській майстерні композиторів Музичного товариства імені Миколи Леонтовича (у 1928—1929 роках — у складі Всеукраїнського товариства революційних музикантів).
Серед членів АСМ були Борис Лятошинський (голова), Ігор Белза, Михайло Вериківський, Матвій Гозенпуд, Федір Надененко, Микола Радзієвський, Лев Ревуцький, Маркіян Фролов.
АСМ ставила за мету пропаганду, вивчення нових надбань і практичне засвоєння жанрово-стильових новацій світової академічної музики — передусім західноєвропейської та російської. Асоціація організовувала серії концертів, де виконувалася музика Малера, Шенберга, Берга, Веберна, Кшенек, Хіндеміта, а також вітчизняних композиторів експериментального напрямку. Так, були здійснені постановки опер «Воццек» Берга (Ленінград, 1927) і «Джонні награє» Кшенек (Москва, 1929); прем'єри Шостої симфонії Мясковського та Другої симфонії Шостаковича, Фортепіанного концерту Мосолова і скрипкового концерту Рославця; публікації партитур (за участю Universal Edition, Відень); концерти радянських композиторів у Берліні, Парижі, Лондоні; відвідування Москви найбільшими композиторами Заходу — Бергом, Хіндеміта, Мійо, Онеггер (1927—1928). Видавалися також АСМ-івські журнали «До нових берегів» (1923), «Музична культура» (1924), «Сучасна музика» (1924—1929) до статей Ігоря Глєбова (Асафьева), Леоніда Сабанєєва, Володимира Держановского та інших.
Однак АСМ проіснувала недовго — в 1931 році вона була офіційно оголошена «зборищем чужих пролетарської ідеології музикантів» і в 1932 р. ліквідована за активного сприяння Російська асоціація пролетарських музикантів (Російської Асоціації Пролетарських музикантів). Пізніше багаторічний голова Спілки композиторів СРСР, Т. Хрєнников визнав за АСМ «найбільшу роль у культивуванні формалістичної музики». Він же наводить цитату одного з ідеологів групи Л. Сабанєєва про сутність музики, як несумісну з радянською ідеологією:

| «Музика є не ідеологією, а чисто звуковою організацією... Музика ідей не виражає... а має свій музичний світ ідей. Тому жодна найсучасніша ідеологія... не може вважатися такою, що породжує сучасну музику»[3] |